# La Madre di Dio
La Madre di Dio è una montagna delle Alpi Marittime alta 2.800 m s.l.m., in provincia di Cuneo, parte del massiccio dell'Argentera.

## Caratteristiche
Si trova in comune di Valdieri, in alta valle Gesso della Valletta, su uno sperone secondario della serra dell'Argentera. Questo sperone scende dalla cima Genova in direzione est-sud-est, passa per la cima Purtscheller e la punta de Cessole ed arriva alla cima della Madre di Dio, da dove si biforca: un breve sperone digrada rapidamente nella stessa direzione, mentre un secondo sperone digrada più lentamente in direzione nord-ovest, costeggiando il vallone dell'Argentera.
A nord si trova il Vallone dell'Argentera, a sud il Vallone di Assedras. Sulla cresta est-nord-est la montagna è delimitata dal Colletto della Madre di Dio (2720 m s.l.m.), mentre sulla cresta nord-ovest il limite è dato dalla Bassa della Madre di Dio (2455 m s.l.m.).
La montagna presenta una vetta bifida; delle due cime, la più alta è quella occidentale.
Dal punto di vista geologico, la montagna appartiene al massiccio cristallino dell'Argentera. Si tratta essenzialmente di gneiss di varia composizione e diverso grado di scistosità.

## Ascensione alla vetta
La prima ascensione fu effettuata per la cresta est da Victor de Cessole, Jean Plent ed Andrea Ghigo il 19 settembre 1901.
Lo stesso de Cessole realizzò sulla stessa montagna altre due prime: la parete sud-est con G. Barel e Jean Plent (24 settembre 1903) ed il versante nord con Plent e A. Ghigo (5 luglio 1907).
La via normale si sviluppa a partire dal canalone sud, raggiungibile dal rifugio Remondino. Si risale il canalone fino al colletto sommitale, da dove si procede per cenge, seguendo ometti e segni di vernice, fino alla base di un secondo canalone, risalendo il quale ci si trova tra le due cime; da qui, scendendo dal versante sud, si segue una traccia di sentiero che porta ad un ultimo canalino, seguendo il quale ci si trova sulla cresta, a breve distanza dalla cima principale. Il percorso è di tipo alpinistico, con grado di difficoltà PD, ed alcuni passaggi esposti sui quali è opportuno assicurarsi.

### Rifugi
- Rifugio Remondino, 2.430 m
- Rifugio Lorenzo Bozano, 2.453 m

### Cartografia
- Cartografia ufficiale dell'Istituto Geografico Militare in scala 1:25.000 e 1:100.000, consultabile on line
- Sistema Informativo Territoriale della provincia di Cuneo, su base cartografica 1:10.000
- Istituto Geografico Centrale - Carte dei sentieri 1:50.000 n.8 "Alpi Marittime e Liguri" e 1:25.000 n. 113 "Parco naturale dell'Argentera"

| Controllo di autorità | VIAF (EN) 244287252 |